# ГЕС Біг-Крік 4
ГЕС Біг-Крік 4 — гідроелектростанція у штаті Каліфорнія (Сполучені Штати Америки). Знаходячись між ГЕС Біг-Крік 3 з однієї сторони і ГЕС Керкгофф 2 та ГЕС Керкгофф 1 з іншої сторони, входить до складу гідровузла у верхній частині сточища річки Сан-Хоакін, яка починається на західному схилі гір Сьєрра-Невада та впадає до затоки Сан-Франциско. 

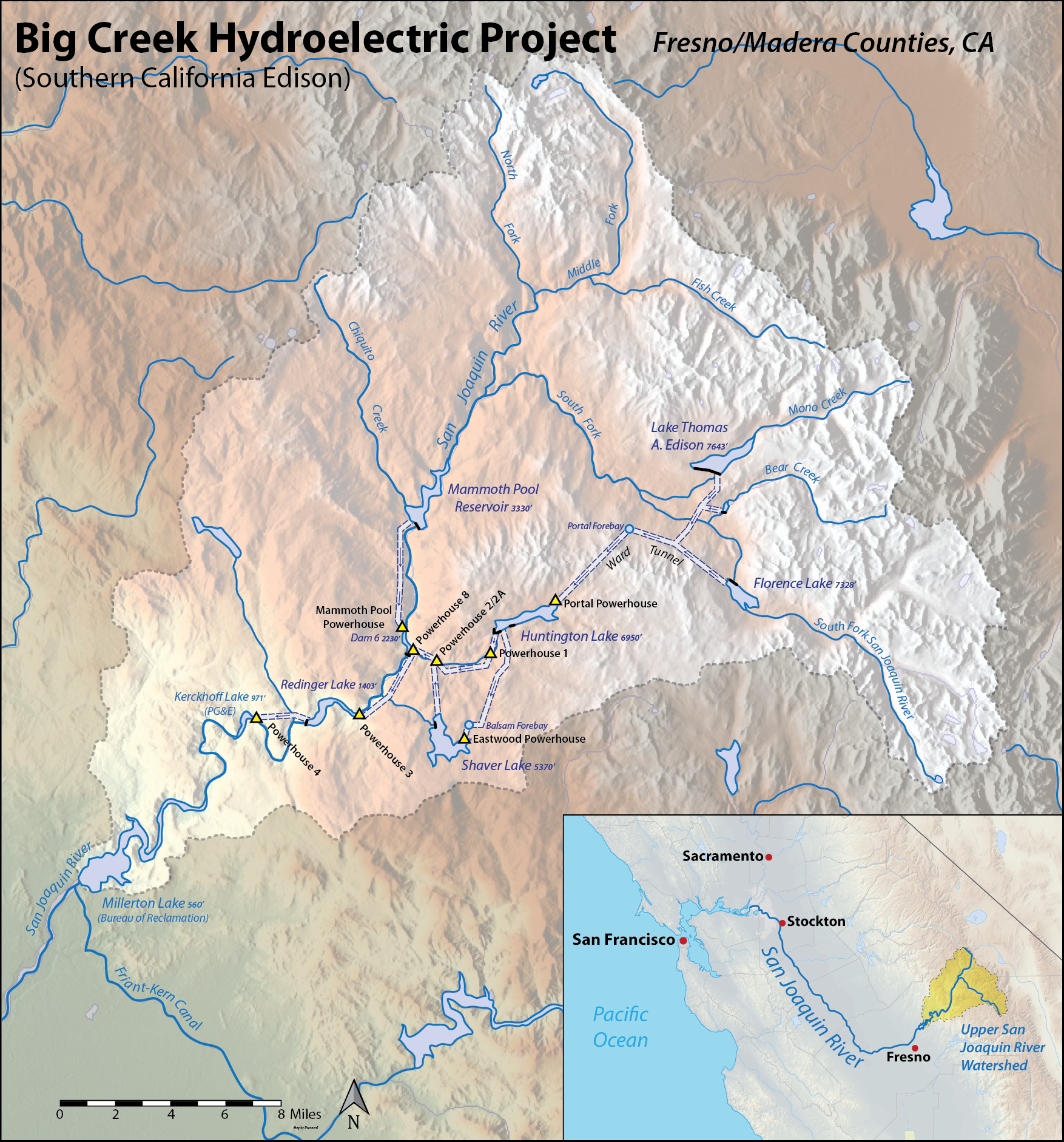
Схема гідровузла Біг-Крік

В межах проекту Сан-Хоакін перекрили бетонною гравітаційною греблею висотою 76 метрів та довжиною 267 метрів, яка утримує водосховище Редінгер-Лейк з площею поверхні 1,9 км2 та об'ємом 32,2 млн м3.  
Зі сховища під правобережним гірським масивом прокладена дериваційна траса, яка включає дві ділянки тунелів загальною довжиною 3,1 км з діаметром 7,3 метра та розташований між ними водовід довжиною 0,2 км через долину струмка Віллоу-Крік. У підсумку тунель переходить в напірний водовід довжиною 0,18 км з діаметром 4,6 метра. Можливо також відзначити, що відстань між греблею та машинним залом по руслу Сан-Хоакін складає майже 10 км.
Основне обладнання станції становлять дві турбіни типу Френсіс потужністю по 50 МВт, які використовують напір у 127 метрів та в 2018 забезпечили виробництво 280 млн кВт-год електроенергії.